# Wolfgang Schweitzer (Theologe)
Wolfgang Schweitzer (* 8. Juli 1916 in Erlangen; † 25. Februar 2009 in Eckardtsheim) war ein deutscher evangelischer Theologe und Hochschullehrer für Systematische Theologie.

## Leben
Schweitzer war der Sohn von Carl Gunther Schweitzer, einem Pastor an der Potsdamer Garnisonkirche. Seine Mutter Paula war eine Pfarrerstochter aus Herford. Als Jugendlicher war er in der Deutschen Jungenschaft organisiert. Nachdem der Vater eine Superintendentenstelle in Wustermark angetreten hatte, wurde er dort Mitglied in dem Christlichen Verein junger Männer (CVJM). Beim Machtantritt der Nazis hatte die Familie Verfolgung durch Hausdurchsuchung und Verhöre zu erleiden, weil die Angehörigen teilweise jüdische Vorfahren hatten und der Vater der Bekennenden Kirche (BK) angehörte. Das Büro Grüber half dem Vater 1939, nach England zu emigrieren.
Diese Prägung durch das Elternhaus bewogen ihn zur Aufnahme eines Theologiestudiums in Bethel, das er jedoch nicht zu Ende bringen konnte wegen der Kriegsereignisse. Er wurde zum Reichsarbeitsdienst und danach zur Wehrmacht eingezogen. Beim Feldzug gegen Frankreich 1940 wurde er jedoch als „Halbjude“ wegen „Wehrunwürdigkeit“ wieder aus der Truppe ausgeschieden. Durch eine List gelang es ihm, sich an der Universität von Tübingen einschreiben zu lassen, was wegen seiner jüdischen Herkunft eigentlich nicht statthaft war. Nach erfolgter Promotion 1944 wurde er Vikar in der Württembergischen Landeskirche. Als ihm bei nahendem Kriegsende Verhaftung drohte, floh er zu den US-amerikanischen Truppen nach Belgien und wurde von ihnen als Dolmetscher für Internierte eingesetzt.
Nach der Befreiung und dem Kriegsende ging er nach Württemberg zurück als Jugendpfarrer seiner Kirche. Auf Vorschlag von Martin Niemöller, dem neuen Außenamtsleiter der EKD, wurde Schweitzer als Sekretär in die Studienabteilung des Ökumenischen Rats der Kirchen (ÖRK) in Genf berufen. Dort wurde er sofort in die aufwendigen Gründungsvorbereitungen des Ökumenischen Rates der Kirchen einbezogen. Seine spezielle Aufgabe war die Formulierung einer theologischen Begründung der Sozialethik für die sich konstituierende protestantische Weltkirche. Aus diesen Arbeiten erwuchs auch seine spätere Habilitation zum Thema „Schrift und Dogma in der Ökumene“, die er bei dem Heidelberger Theologen Edmund Schlink einreichte. Als neue Basis für die Beziehungen zwischen den deutschen Kirchen und dem ÖRK galt das Stuttgarter Schuldbekenntnis von 1945. Er sorgte durch seine Arbeit mit dafür, dass dieser Satz in den Schlussbericht von Sektion IV Amsterdam einging: „Krieg soll nach Gottes Willen nicht sein.“
Im Jahre 1952 wurde er als Dozent an die Universität Heidelberg berufen und hielt dort u. a. die Vorlesung „Marxistische Weltanschauung und christlicher Glaube“. 1953 wurde er auch Mitglied der Marxismus-Kommission der Evangelischen Akademien, der u. a. auch Iring Fetscher, Jürgen Habermas und Helmut Gollwitzer angehörten. Wegen Irritationen über die finanzielle Verflechtung der Kommission mit den Finanzen des Adenauer-Kabinetts, aber auch nach Beschlagnahme von marxistischen Schriften durch den Verfassungsschutz gab er seine Mitarbeit wieder auf. Im Jahre 1955 wurde er als Professor für Systematische Theologie an die Kirchliche Hochschule Bethel berufen. In dieser Zeit beschäftigte er sich gründlich auch mit Soziologie, weil er als Theologe auf der Höhe seiner Zeit bleiben wollte. Konflikte mit konservativen Theologen blieben nicht aus. 1956 gehörte er zu den Gründern der Zeitschrift für Evangelische Ethik und wurde einer ihrer Redakteure.
Die Kirchlichen Bruderschaften aus der ehemaligen BK, denen er sich verbunden fühlte, gehörten zu den entschiedenen Gegnern der atomaren Aufrüstung Westdeutschlands im Kalten Krieg. Im April 1958 sprach Wolfgang Schweitzer vor 20 000 Menschen auf einer Kundgebung in Bielefeld. Er erklärte die Drohung mit Massenvernichtungsmitteln für unvereinbar mit dem Bekenntnis zu Jesus Christus, und die Warnung vor dem Atomtod verstand er als Einladung zum Glauben an Christus. Schweitzer war Mitglied der Christlichen Friedenskonferenz. Er zog sich wieder zurück, als Truppen des Warschauer Paktes in der CSSR einmarschiert waren.
1960 trat er in den Herausgeberkreis der Zeitschrift Junge Kirche ein. Als in den 1960er Jahren um die völkerrechtliche Anerkennung der Oder-Neiße-Grenze und die Aussöhnung mit Polen gerungen wurde, beteiligte er sich leidenschaftlich an diesen Diskussionen.
Schweitzer unterstützte das Anti-Rassismus-Programm des ÖRK. Im Jahre 1978 bildete sich die Solidarische Kirche Westfalen, in der er mitarbeitete.
Auch in seinem Ruhestand hielt Schweitzer den Kontakt zum Ökumenischen Rat in Genf gleich wie zu den Bruderschaften seiner Württemberger Kirche. Er sah sich mit seiner Kirche als Anwalt der Menschenrechte, die vorrangig nach einer gerechten Weltwirtschaftsordnung verlangen.
Wolfgang Schweitzer war verheiratet mit der Medizinerin Marianne („Nana“) Schell und der Vater von sechs Söhnen.

## Publikationen
- Dunkle Schatten - helles Licht, Stuttgart : Radius-Verl., 1999
- Der Jude Jesus und die Völker der Welt, Berlin : Inst. Kirche und Judentum, 1993
- Tu deinen Mund auf für die Stummen, Gütersloh : Gütersloher Verlagshaus Mohn, 1986
- Gehorsam gegenüber Gott und Beamtenloyalität, Stuttgart, Achardweg 4 : I. Anger, 1982
- Das Zeugnis der Kirche in den Staaten der Gegenwart, Frankfurt am Main : Lembeck, 1979
- Der kirchliche Entwicklungsbeitrag, Stuttgart : Arbeitsgemeinschaft Evang. Kirchen in Deutschland e. V., Dienste in Übersee, 1970, 2. Aufl.
- Der entmythologisierte Staat, Gütersloh : Gütersloher Verlagshaus G. Mohn, 1968
- Christen im raschen sozialen Umbruch heute, Stuttgart : Evang[elischer] Missionsverl., 1966
- Der christliche Glaube, Fessel oder Befreiung unserer Ostpolitik, Köln : Pahl-Rugenstein, 1965
- Autorität und geistliche Vollmacht. Stuttgart : Evang. Missionsverl., 1965
- Gerechtigkeit und Friede an Deutschlands Ostgrenzen, Berlin : Vogt, 1964
- Spannungsfelder der evangelischen Soziallehre, Hamburg : Furche-Verl., 1960
- Freiheit zum Leben, Gelnhausen : Burckhardthaus-Verl., 1959
- Freiheit zum Leben, Stuttgart : Evangelische Buchgemeinde, [um 1959]
- Schrift und Dogma in der Ökumene, Gütersloh : Bertelsmann, 1953
- Die Autorität der Bibel heute, Zürich : Gotthelf-Verl., [1952]
- Schrift und Dogma in der Oekumene, o. O., [1951]
- Eschatologie und Ethik, Genf, Route de Malagnou 17 : Oekumenischer Rat d. Kirchen, Studienabt., 1951
- Die Herrschaft Christi und der Staat im Neuen Testament, München : Kaiser, 1949, 1. u. 2. Tsd.
- Die Herrschaft Christi und der Staat im Neuen Testament, Zürich : Gotthelf-Verl., 1948
- Die soziale und politische Verantwortung der Christenheit in aller Welt, Tübingen : Furche-Verl., 1948
- Und wenn die Welt voll Teufel wär ..., [Stuttgart] : Württ. Ev. Landesjugendpfarramt, 1946
- Gotteskindschaft, Wiedergeburt und Erneuerung im Neuen Testament und in seiner Umwelt, o. O., [1943]